# Sontje Hansen
Misjonne Juniffer Naigelino Hansen, conosciuto come Sontje Hansen (Hoorn, 18 maggio 2002), è un calciatore olandese, attaccante del Middlesbrough.

## Carriera

### Club
Ha debuttato in prima squadra con l'Ajax il 18 dicembre 2019 in una partita di KNVB beker contro il Telstar. Quattro giorni più tardi ha giocato la sua prima partita di Eredivisie contro l'ADO Den Haag entrando come sostituto al minuto 79.
L'8 maggio 2023 è stato annunciato ufficialmente il suo trasferimento al N.E.C. a partire dalla stagione 2023-24, firmando un contratto di cinque anni con il club.
Il 13 agosto 2025 si trasferisce a titolo definitivo al Middlesbrough, in Football League Championship, per 3,5 milioni di euro.

### Nazionale
Ha giocato nelle nazionali giovanili olandesi Under-15, Under-16, Under-17, Under-18 ed Under-21.

## Statistiche

### Presenze e reti nei club
Statistiche aggiornate al 1º settembre 2023.
| Stagione        | Squadra         | Campionato      | Campionato | Campionato | Coppe nazionali | Coppe nazionali | Coppe nazionali | Coppe continentali | Coppe continentali | Coppe continentali | Altre coppe | Altre coppe | Altre coppe | Totale | Totale | Totale |
| Stagione        | Squadra         | Comp            | Pres       | Reti       | Comp            | Pres            | Reti            | Comp               | Pres               | Reti               | Comp        | Pres        | Reti        | Pres   | Reti   |        |
| --------------- | --------------- | --------------- | ---------- | ---------- | --------------- | --------------- | --------------- | ------------------ | ------------------ | ------------------ | ----------- | ----------- | ----------- | ------ | ------ | ------ |
| 2019-2020       | Jong Ajax       | 1D              | 10         | 3          |                 | -               | -               |                    | -                  | -                  |             | -           | -           | 10     | 3      |        |
| 2020-2021       | Jong Ajax       | 1D              | 28         | 3          |                 | -               | -               |                    | -                  | -                  |             | -           | -           | 28     | 3      |        |
| 2021-2022       | Jong Ajax       | 1D              | 23         | 3          |                 | -               | -               |                    | -                  | -                  |             | -           | -           | 23     | 3      |        |
| 2022-2023       | Jong Ajax       | 1D              | 23         | 4          |                 | -               | -               |                    | -                  | -                  |             | -           | -           | 23     | 4      |        |
| 2019-2020       | Ajax            | ED              | 1          | 0          | CO              | 2               | 0               |                    | -                  | -                  |             | -           | -           | 3      | 0      |        |
| 2023-2024       | N.E.C.          | ED              | 4          | 1          | CO              | 0               | 0               |                    | -                  | -                  |             | -           | -           | 4      | 1      |        |
| Totale carriera | Totale carriera | Totale carriera | 90         | 14         |                 | 2               | 0               |                    | -                  | -                  |             | -           | -           | 92     | 15     |        |

## Palmarès

### Individuale
- Capocannoniere dei Mondiali Under-17: 1

Brasile 2019 (6 reti)